# Kaspars Gorkšs
Kaspars Gorkšs (* 6. listopadu 1981, Riga, Lotyšská SSR, SSSR) je lotyšský fotbalový obránce a reprezentant, od léta 2016 bez angažmá.
Mimo Lotyšsko působil na klubové úrovni ve Švédsku, Řecku, Anglii a ČR.

## Klubová kariéra
V září 2015 podepsal roční kontrakt s českým klubem FK Dukla Praha. V červnu 2016 v Dukle po skončení smlouvy skončil.

## Reprezentační kariéra
Kaspars Gorkšs hrál za lotyšský reprezentační výběr do 21 let.
V A-mužstvu Lotyšska debutoval 24. 12. 2005 na turnaji King's Cup proti domácí reprezentaci Thajska (remíza 1:1). V říjnu 2009 se stal kapitánem národního týmu.

## Úspěchy

### Individuální
- 2× lotyšský Fotbalista roku: 2009, 2010[5]